# Zilver(I,III)oxide
Zilver(I,III)oxide of tetrazilvertetroxide is de anorganische verbinding met de formule {\displaystyle {\ce {Ag4O4}}}. Tetrazilvertetroxide werd in het verleden ook zilverperoxide genoemd. Dit is niet terecht omdat de verbinding geen peroxide-ionen, {\displaystyle {\ce {O2^{2}-}}} bevat.

## Synthese
De bereiding van het zout gebeurt door in basisch milieu bij 90 °C langzaam een oplossing van een zilver(I)-zout toe te voegen aan een oplossing van natriumpersulfaat waarbij de donkerbruine stof ontstaat.
{\displaystyle {\ce {4 AgNO3 + 2 K2S2O8 + 8 NaOH ->}}}{\displaystyle {\ce {Ag4O4 + K2SO4 + 3 Na2SO4 + 2 NaNO3 + 2 KNO3 + 4 H2O}}}

## Reacties
In water ontleedt het zout onder vorming van zuurstofgas. In geconcentreerd salpeterzuur lost het op onder vorming van een bruine oplossing die Ag2+-ionen bevat.

## Toepassing
De stof vindt, vaak onder de naam zilver(II)oxide, toepassing in de zilver-zinkbatterij.

## Structuur
Hoewel de empirische formule {\displaystyle {\ce {AgO}}} de indruk wekt dat tetrazilvertetroxide zilver met de oxidatiegetal 2+ bevat, is de structuur van de verbinding ongebruikelijk: het is een combinatie van twee zilveroxides met verschillende oxidatiegetallen.
De kristallografische eenheidscel bevat vier zilver- en vier zuurstofionen. Elke eenheidscel bevat twee soorten zilverionen: twee zilverionen die met één zuurstofatoom gekoppeld zijn. Zilver heeft hier oxidatiegetal (1+). De andere twee zilverionen zijn met drie zuurstofatomen gekoppeld, en hebben oxidatiegetal (3+). De verbinding kan daarom beter beschreven worden als {\displaystyle {\ce {Ag^{I}Ag^{III}O2}}} of als {\displaystyle {\ce {Ag2O.Ag2O3}}}.
Röntgendiffractie laat zien dat de zilverionen twee verschillende coördinatieomgevingen vertonen: één waarbij zilver lineair vooral met twee zuurstofatomen gekoppeld is en een waarbij de coördinatie uit vier coplanaire zuurstof-atomen bestaat.